# Carl Henrich Wigand
Carl Henrich Wigand (* 18. November 1728 in Rinteln; † 21. Januar 1807 in Apelern) war Rektor der Stadtschule und Pastor in Rinteln und später in Apelern.

## Leben
Carl Wigand wurde als Sohn des Ratsmitglieds, Kantors und Organisten Johann Henrich Wigand und der Maria Katharina Sebastian, Tochter des Goldschmieds Johann Carl Sebastian, 1728 in Rinteln geboren. Er war ab 1765 mit Maria Helene Enax verheiratet und hatte mit ihr neun Kinder. 
Er studierte in Rinteln und arbeitete von 1758 bis 1762 als Konrektor, später als Rektor der Stadtschule. Ab 1763 war er als Pastor der St.-Nikolai-Kirche in Rinteln tätig. 1788 ging er als Pastor nach Apelern, wo er 1807 starb.
Sein ältester Sohn Carl Henrich Gottlieb wurde später ebenso Pastor in Apelern. Sein Bruder Johann Friedrich war Pastor in Weibeck.

## Schriften
Laut der Nachrichten von alten Hessen-Schaumburgischen Superintendenten, Kirchen und den Predigern verfasste Carl Wigand folgende Schriften:
- Gottgefällige Gedanken am Schlusse eines Jahrs, in einer Predigt vorgestellt am Sonntage nach Christstag über das ordentliche Evangelium. Rinteln 1771.
- Die wunderbaren und weisesten Führungen Gottes durch die Welt und aus der Welt, in einer Trauer-Rede vorgestellt bey Beerdigung Joh. Gerhard Papen den 10ten December 1772. Rinteln 1772.
- Gedanken am 60jährigen Jubeltage beglückter Ehe seiner Schwieger-Eltern Joh. Gottfried Enax, Universitäts-Buchdruckers, und Sophia Maria, gebohrne Lindemann. Rinteln 1784.
- Trauer-Ode auf den Tod Christian Albrecht von Oheimb, General-Lieutenants und Gouverneurs au Rinteln. Rinteln 1784.